# Wang's Family
Wang's Family (en hangul, 왕가네 식구들; romanización revisada, Wanggane sikgudeul), también conocida como King's Family, es una serie de televisión surcoreana del año 2013, protagonizada por Oh Hyun Kyung, Lee Tae Ran, Lee Yoon Ji, Jo Sung-ha, Oh Man-seok y Han Joo Wan. Fue transmitida por KBS 2TV desde el 31 de agosto de 2013 hasta el 16 de febrero de 2014 los sábados y domingos a las 19:55 (KST), con 50 episodios.

## Argumento
Wang Subak, la hija mayor de la familia Wang, se había casado con un hombre de una familia rica, pero después de que su marido Go Min-jung valla a la quiebra, ella y su familia tienen que volver a casa de sus padres.
La segunda hija Hobak también está teniendo dificultades financieras con su marido sin empleo Heo Sedal, mientras que la tercera hija Gwangbak repentinamente decide dejar su trabajo estable como profesora para perseguir su sueño de convertirse en una escritora.
La familia de Wang ahora debe enfrentar una serie de retos en la sociedad coreana, como elitismo, discriminación, las dinámicas de poder entre marido y mujer y entre padres y niños y la decisión de cuando debe casarse y tener un hijo.

## Reparto

### Personajes principales

#### Familia Wang
- Jang Yong como Wang Bong.
- Kim Hae Sook como Lee Ang Geum.
- Na Moon Hee como Ahn Gye Shim.
- Choi Dae-chul como Wang Don.
- Oh Hyun Kyung como Wang Soo Bak.
- Lee Tae Ran como Wang Ho Bak.
- Lee Yoon Ji como Wang Kwang Bak.
- Moon Ga Young como Wang Hae Bak.
- Choi Won Hong como Wang Dae Bak.

### Personajes secundarios

#### Familia de Go Min Joong
- Jo Sung-ha como Go Min-joong.
- No Joo Hyun como Padre de Min Joong.
- Kim Mi Ra como Go Min Sook.
- Lee Ye Sun como Go Ae Ji.

#### Familia de Heo Se Dal
- Oh Man-seok como Heo Se-dal.
- Lee Bo Hee como Park Sal Ra.
- Kang Ye Bin como Heo Young Dal.
- Lee Tae Woo como Heo Shin Tong.
- Hong Hyun Taek como Heo Bang Tong.

#### Familia de Choi Sang Nam
- Han Joo Wan como Choi Sang Nam.
- Lee Byung Joon como Choi Dae Se.
- Kim Hee Jung como Oh Soon Jung.
- Yoon Song Yi como Goo Mi Ho.

### Otros personajes
- Yoo Seung Bong como Joo Jang Bi.
- Kim Yoon Kyung como Yoon Mi Ran.
- Choi Jae Woong como Ho Nam Hyung.
- Lee Sang Hoon como Heo Woo Dae.
- Kim Jung Hak como Go Yong Joo.
- Han Ji Yoon como Nam Ahn Na.
- Kim Chae Rin como vicepresidente de la clase.
- Kim Ki-doo como Gerente de seguridad del hotel.
- Yoon Ji Won como Shin Na Ra.
- Kim Hee Ra como Presidente de la asociación de Mujeres.
- Min Joon Hyun como Amigo de Se Dal.

#### Apariciones especiales
- Kim Min Hee como Editora Lee Kyung Ah.
- Suh Joon Young como Compañero de clase.
- Han Hye Rin como Baek Ji Hwa.

## Emisión internacional
- Hong Kong: TVB Korean drama (20 de mayo ~ 28 de julio de 2014).
- Singapur: Channel U (9 de septiembre ~ 16 de diciembre de 2014).
- Birmania: SkyNet (18 de marzo ~ 25 de junio de 2014).
- Taiwán: Videoland Drama (25 de febrero ~ 24 de abril de 2015).